# Werner Sienholz
Werner Friedrich Wilhelm Sienholz (* 3. Februar 1910 in Berlin; † unbekannt) war ein deutscher Fußballspieler.

## Karriere

### Vereine
Sienholz gehörte dem BTuFC Viktoria 89 an, der sich am 19. August 1933 in BFC Viktoria 89 Berlin umbenannte. Als Abwehrspieler bestritt er in der vom Verband Brandenburgischer Ballspielvereine organisierten Meisterschaften die Saison 1932/33 Punktspiele. Aus dem in zwei Gruppen unterteilten Bezirk Berlin-Brandenburg und neben dem in drei Bezirksligen unterteilten Bezirk Pommern, ging er mit seiner Mannschaft mit einem Punkt vor dem Vorjahresmeister Berliner Tennis-Club Borussia als Sieger der Gruppe A hervor. Für die Finalrunde des VBB qualifiziert, schloss seine Mannschaft diese als Zweitplatzierter (punktgleich mit dem Berliner SV 1892) hinter dem ungeschlagenen Meister Hertha BSC ab. Das Entscheidungsspiel um die Vizemeisterschaft wurde nach Hin- und Rückspiel mit 6:4 gewonnen und berechtigte zur Teilnahme an der Endrunde um die Deutsche Meisterschaft. Sein Debüt – gemeinsam mit seinem Bruder Otto – gab er am 14. Mai 1933 bei der 1:4-Niederlage gegen den FC Schalke 04 im Achtelfinale.
In der Folgesaison spielte er mit seiner Mannschaft in der Gauliga Berlin-Brandenburg, eine von zunächst 16, später auf 23 aufgestockten Gauligen zur Zeit des Nationalsozialismus als einheitlich höchste Spielklasse im Deutschen Reich. Mit drei Punkten Vorsprung auf Hertha BSC wurde er mit seinem Verein Gaumeister und war somit erneut für die Endrunde um die Deutsche Meisterschaft qualifiziert. In der in vier Gruppen zu je vier Mannschaften ausgetragene Meisterschaft, kam er in allen sechs Spielen der Gruppe A zum Einsatz, in denen er drei Tore erzielte, und trug somit zum verlustpunktfreien Gruppensieg bei. In dem von den Gruppensiegern ausgetragenen Halbfinale unterlag er mit seiner Mannschaft am 17. Juni 1934 im Probstheidaer Stadion in Leipzig dem 1. FC Nürnberg mit 1:2.
Von 1934 bis 1936 bestritt er noch zwei Saisons in der Gauliga Berlin-Brandenburg und belegte mit der Mannschaft die Plätze zwei und sechs. In diesem Zeitraum kam er in den 1935 neu geschaffenen Pokalwettbewerb für Vereinsmannschaften um den Tschammerpokal zum Einsatz. Sein einziges Pokalspiel, in dem ihm ein Tor gelang, bestritt er am 28. Juni 1936 in der 2. Schlussrunde bei der 2:5-Niederlage beim PSV Chemnitz mit dem Treffer zum 2:3 per Strafstoß in der 75. Minute. Auch in dieser Begegnung spielte er gemeinsam mit seinem Bruder Otto, der in diesem Spiel das Führungstor seiner Mannschaft zum 1:0 in der 20. Minute erzielte.

### Auswahlmannschaft
Als Spieler der Gauauswahlmannschaft des Verbandes Brandenburgischer Ballspielvereine kam er in der dritten Auflage des Wettbewerbs um den Bundespokal 1935 zum Einsatz und erreichte mit seiner Mannschaft über die Vorrunde sowie das Viertel- und Halbfinale das Finale. Das am 24. März 1935 im Berliner Poststadion gegen die Gauauswahlmannschaft Mitte vor 30.000 Zuschauern ausgetragenen Finale wurde mit 0:2 verloren.
In dem in der Saison 1935/36 ausgetragenen Wettbewerb um den Reichsbundpokal kam er ebenfalls und gemeinsam mit seinem Bruder Otto zum Einsatz. Mit seiner Mannschaft drang er bis ins Halbfinale vor, das jedoch am 5. Januar 1936 in Chemnitz mit 0:2 gegen die Gauauswahlmannschaft Sachsen verloren wurde.

## Erfolge
- Halbfinalist um den Reichsbundpokal 1936
- Bundespokal-Finalist 1935
- Gaumeister Berlin-Brandenburg 1934
- Zweiter der Berliner Meisterschaft 1933